# Голландия (Севастополь)
Голла́ндия — историческая местность в Севастополе на Северной стороне, а также балка и примыкающая к ней бухта в акватории Большой Севастопольской бухты (между Доковой и Сухарной бухтами, напротив Килен-бухты).
Местность, а за ней и бухта, получила название по аналогии с названием лесных складов на месте нынешнего Исаакиевского собора рядом с Адмиралтейством в Петербурге, в котором при Петре Первом располагался склад корабельного леса, который хранился по голландскому способу – в конусах из брёвен вертикально на торцах.  Здесь, в Севастополе в начале XIX века также были устроены  аналогичные склады леса. Матросы-кронштадтцы участвовали в строительстве севастопольских складов и сохранили за ними петербургское название — "голландия"". Позже это место становится популярным для загородных прогулок, появляются дачи.
Здесь в саду на своей даче 28 июня 1906 года был убит командующий Черноморским флотом России адмирал Г. Чухнин. Его застрелил за подавление Севастопольского восстания 1905 года по приговору партии эсеров матрос Я. С. Акимов.
На восточном склоне балки Голландия в 1911 году началось строительство корпусов Севастопольского морского кадетского корпуса, которые были закончены только в 1960 году, как комплекс зданий Высшего Военно-Морского Инженерного училища (СВВМИУ). В 1996 году это училище было преобразовано в Севастопольский институт ядерной энергии и промышленности (СИЯЭиП), позднее переименованный в Севастопольский национальный университет ядерной энергии и промышленности (СНУЯЭИП). В Голландии расположен действующий исследовательский атомный реактор «ИР-100», ранее принадлежавший Севастопольскому высшему военно-морскому инженерному училищу, а ныне входящий в состав СНУЯЭиП.
В районе Голландии есть около 80 подземных казематов, в которых хранятся боеприпасы. В 1941—1942 годах там был построен подземный госпиталь.
В Голландии существует станция размагничивания корпусов военных кораблей. Памятник основателям метода Игорю Васильевичу Курчатову и Анатолию Петровичу Александрову расположен на набережной. Главная улица носит имя Курчатова.
Имеет двустороннее сообщение катерами с Графской пристанью, через Голландию идут катера из Инкермана. В Голландию ходят автобусы и маршрутные такси № 46 с площади Захарова, центральной на Северной стороне, а также № 56 — с Радиогорки. Некоторые рейсы автобуса маршрута № 106 Северная — Инкерман заходят в Голландию.